# France Železnikar
France Železnikar, slovenski politik, * 1. december 1843, Ljubljana, † 23. februar 1903, Ljubljana.

## Življenje in delo
France Železnikar, obrtniški in delavski organizator, se je rodil v družini krojača Frana Železnikarja. V rojstnem mestu se je izučil krojaške obrti, delal 1860–1868 v Gradcu, Mariboru, Trstu in na Dunaju ter se nato vrnil v Ljubljano. Zaradi udeležbe pri pretepu  v Vevčah (1868) je bil obsojen na 6 tednov zapora. V letih 1869–1875 je delal v Švici in Franciji ter postal 1873 član republikanskega slovanskega krožka v Parizu. V času pariške komune je živel v Lyonu, vendar ni mogoče trditi, da se je udeležil bojev na barikadah komune v Parizu ali Lyonu, pač pa njegovi ohranjeni rokopisi dokazujejo, da se mu je pozneje zbudilo zanimanje in navdušenje zanjo in da so njene ideje vplivale na njegovo kasnejše delovanje v Ljubljani. Po vrnitvi je v Ljubljani odprl krojaško delavnico in začel 1880 delovati med obrtniki ter jih 1881 povezal z industrijskimi delavci. V letih 1881−1885 je z listom Ljudski glas zastopal radikalna stališča v delavskem gibanju in simpatiziral z anarhističnimi krogi. Leta 1884 je bilo ljubljansko delavsko izobraževalno društvo zaradi radikalnih stališč razpuščeno, decembra istega leta pa so bili voditelji z Železnikarjem na čelu na procesu v Celovcu proti t. i. krvavcem (anarhistom) obsojeni. Železnikar je bil obsojen na 8 let težke ječe, po pritožbi mu je višje deželno sodišče v Gradcu kazen zvišalo na 10 let, (prestajal jo je v kaznilnici Suben v Gornji Avstriji), kar je bilo do takrat najvišja kazen na Kranjskem za politični delikt; vendar pa je bil 1892 pomiloščen. Po prihodu iz zapora se je priključil socialdemokratskemu gibanju, po ustanovitvi Jugoslovanske socialdemokratske stranke (JSDS) je bil spoštovan kot prvi slovenski socialist, a je kljub izkazanemu spoštovanju zagrenjen napravil samomor. 